# 陈涵奎
陈涵奎（1918年11月8日—2017年9月4日），男，江苏武进人，中国电子学家、教育家，曾任华东师范大学教授、博士生导师，第四、五、六、七、八届全国政协委员。